# Inma Chacón
Inmaculada Chacón Gutiérrez (Zafra, Badajoz, 3 de juny de 1954), més coneguda com a Inma Chacón, és una narradora i poetessa espanyola, germana bessona de Dulce Chacón.

## Biografia
Va néixer a Extremadura en una família conservadora, "aristòcrata, de dretes i del bàndol nacional", segons paraules de la seva germana. El seu pare, Antonio Chacón—que va ser alcalde de Zafra durant la dictadura de Franco— tenia inquietuds literàries: escrivia poemes amb el pseudònim Hache i llegia poesia a la seva família. Va morir quan Inma i Dulce tenien 11 anys. María Gutiérrez, la mare, va partir amb les nenes a l'any següent a Madrid, on es van instal·lar.
Inma diu que va aprendre a llegir literatura "molt ràpid": "El meu pare era poeta i la meva mare ha estat una gran aficionada a la lectura, així és que des de molt joveneta ella ens triava els llibres".
Doctora en Ciències de la Informació per la Universitat Complutense de Madrid, és professora de Documentació a la Universitat Rei Joan Carles. Ha estat degana de la facultat de Comunicació i Humanitats a la Universitat Europea, fundadora i directora de la revista digital Binaria i directora del Doctorat en comunicació, desenvolupament tecnològic i renovació sociocultural.
És columnista d'El Periódico de Extremadura des de finals de 2005 i col·labora amb diversos mitjans.
La seva primera novel·la, La princesa índia és un homenatge a la seva germana, ja que era una història que ella volia escriure quan va emmalaltir del càncer que acabaria amb la seva vida en 2003. Dulce li va demanar a Inma que realitzés aquest projecte.
En 2011 va resultar finalista del Premi Planeta amb la seva quarta novel·la Tiempo de Arena, i l'escriptora va comentar llavors que aquest guardó li donaria identitat pròpia com a autora, perquè fins al moment, segons va explicar, hi ha hagut molta tendència a identificar-la amb la seva germana.

## Obres
- La princesa india, novela, Alfaguara, 2005
- Alas, poemario, Ellago, 2006
- Urdimbres, poemario, Ellago, 2007
- Las filipinianas, Alfaguara, 2007
- Nick, novela juvenil, La Galera, 2011
- Antología de la herida, poemario, Musa a la 9, 2011
- Tiempo de arena, novela, Planeta, 2011
- Mientras pueda pensarte, novela, Planeta, 2013
- Tierra sin hombres, novela, Planeta, 2016

## Treballs col·lectius
- Las Cervantas, obra de teatre escrita en col·laboració amb José Ramón Fernández per a un projecte de la BNE, 2016.[9][10]

## Premis i reconeixements
- Finalista del Premi Planeta 2011 amb Tiempo de Arena